# Microsoft Visio
Microsoft Visio (oder Visio) (englisch [ˈmaɪ.kɹoʊ.sɒft vɪzɪjoʊ]) ist ein Visualisierungsprogramm des Softwareherstellers Microsoft für Windows-Betriebssysteme. Im weitesten Sinne gehört die Software zur Microsoft-Office-Familie, ist aber nicht Bestandteil einer Office-Suite und kann nur separat erworben werden. Ursprünglich wurde die Software im Jahr 1992 von der amerikanischen Visio Corporation entwickelt. Das Unternehmen wurde dann aber im Januar 2000 von Microsoft für etwa 1,3 Mrd. US-Dollar gekauft.

## Funktionsweise
Mithilfe von verschiedenen Vorlagen und Werkzeugen in Visio können Schaubilder und Diagramme erstellt werden. Die so entstehenden Abbildungen lassen sich direkt per Drag and Drop, aber auch als eigenständige Datei (*.vsd, *.vsdx) in andere Dokumente einbetten. Besonders geeignet ist Visio für Ablaufdiagramme und Geschäftsprozesse. Für andere Arten von Diagrammen kann dieses Programm ebenfalls verwendet werden. Beispielsweise lassen sich damit einfache technische Zeichnungen, UML-Diagramme (siehe UML-Werkzeuge) und BPMN 2.0-Diagramme erstellen. Das Besondere an Visio-Diagrammen ist, dass die einzelnen Shapes, die sich in sogenannten Schablonen befinden, mit Daten aus beliebigen Datenbanken und Excel-Tabellen verknüpft werden können. Mit den Visio Services können solche Diagramme auch auf dem SharePoint-Server eines Unternehmens anderen Mitarbeitern präsentiert werden, ohne dass diese Visio auf dem Computer installiert haben müssen.

## Versionen
Seit Office Visio 2003 gibt es eine Standard- und eine Professional-Edition. Vorherige Editionen wie die Technical- und Enterprise-Edition wurden in die Professional-Edition integriert.
- Office Visio 2003
- Office Visio 2007
- Visio 2010
- Visio 2013
- Visio 2016
- Visio 2019
- Visio 2021
- Visio 2024
- Visio Microsoft 365

## Trivia
Seit März 2008 wird Office Visio erstmals mittels eines Werbespots bei YouTube beworben. Mit Einführung von Visio 2010 entstanden jedoch auch verschiedene Werbespots, in denen bekannte Märchen visualisiert wurden.